# El Pou de la Moretona
El Pou de la Moretona és una masia moderna del terme municipal de Moià, al Moianès.
Està situada en el sector meridional del terme, prop del límit amb el terme d'Avinyó i també bastant a prop del de Calders. és al costat de llevant de la carretera N-141c. Té al seu costat de ponent, a l'altra banda de la carretera, la masia de la Moretona. És al sector meridional del Pla de la Moretona.